# Акутак
Акутак (инуитск. ᐊᑯᑕᖅ, англ. Akutaq) — блюдо эскимосской кухни, распространено среди эскимосов Аляски и Северной Канады. Также известно как «эскимосское мороженое» (англ. Eskimo ice cream). Сами аборигены Аляски произносят название блюда как «агудак», что с юпикского языка переводится как «нечто жирное и перемешанное».

## Рецептура
Традиционно блюдо делается на основе жира северного оленя, лося, моржа или тюленя с добавлением различных ингредиентов, в зависимости от вида блюда: с ягодами (клюквой, морошкой, водяникой, черникой, малиной), травами и кореньями, собранными из нор мышей-полёвок и другими подходящими продуктами. В качестве подсластителя, как правило, используется сахар. Также иногда добавляются мясо лосося или оленя. В настоящее время животные жиры активно заменяются растительными маслами. Все ингредиенты тщательно перемешиваются и перед употреблением охлаждаются, поэтому акутак роднят с традиционным мороженым.